# Le Premier Quartier de la lune
Le Premier Quartier de la lune est un roman québécois de Michel Tremblay paru en août 1989 aux éditions Leméac Il s'agit du cinquième tome des Chroniques du Plateau Mont-Royal. Le roman reçoit le grand prix du livre de Montréal en 1989.

## Éditions
- Éditions Leméac, 1989,  (ISBN 9782760931244)[1].
- Coll. Babel, no 369 Actes Sud, 1998.